# Pałac w Tomaszowie Bolesławieckim
Pałac w Tomaszowie Bolesławieckim – zabytkowy pałac wybudowany w XVIII w. na miejscu dworu z XV w. w Tomaszowie Bolesławieckim – wsi w Polsce, w województwie dolnośląskim, w powiecie bolesławieckim, w gminie Warta Bolesławiecka, na pograniczu Niziny Śląsko-Łużyckiej (Równiny Chojnowskiej) i Pogórza Kaczawskiego w Sudetach.

## Historia
Empirowy, dwuskrzydłowy obiekt jest częścią zespołu pałacowego, w skład którego wchodzą jeszcze: park z XVIII-XIX w.; dwór, obecnie mieszkania z 1701 r.; dwa budynki gospodarcze przy dworze z XIX w.; obora z XIX w.; ruiny pawilonu parkowego z XVIII w.; ruina pałacu z XVII w. Na uwagę zasługuje klatka schodowa nakrytą kopułą.